# Maria Weenix
Maria Weenix (1697 - 1774, Amsterdam), was een 18e-eeuwse Nederlandse schilder.

## Biografie
Weenix was de dochter van Jan Weenix, die haar leerde schilderen. Ze wordt in de literatuur ook wel Juffrouw Weenix of Mejufvrouw Weenix/Weeninx genoemd en oogstte in haar eigen tijd bewondering met haar bloemstillevens. Ze vergezelde haar vader naar het hof van Johan Willem, waar ze werk te zien kreeg van de kunstenaars Rachel Ruysch, Adriana Spilberg en Jacoba Maria van Nickelen. Ze stierf in Amsterdam.